# フランスのストライキ (2019年)
フランスのストライキ (2019年)、ここでは2019年にフランス国内で年金問題を中心として発生したストライキを扱う。

## 概要
フランスの年金制度は、40近くの制度が並立する複雑なものである。中には50歳代から年金が支給される極めて優遇された制度もあり政府の財政を圧迫、歴代政権にとって年金改革は課題となってきた。2019年、エマニュエル・マクロン大統領は、従来の年金制度が不公正でコスト高であるとして、新たにポイント制度の導入を表明。年金制度を一本化することにより簡潔な制度を目指すこととしたが、従来から優遇された年金制度を享受してきた公務員を中心とした労働者が反発。同年12月5日以降、ストライキとデモを繰り広げた。ストライキの対象は鉄道のほか教育現場、看護師や病院職員、弁護士、警察官、ごみ収集業者、郵便職員、ガス・電気関連の職員などにも及びゼネラル・ストライキの様相を呈した。

## 交通機関への影響
- 2019年12月5日以降、フランス国鉄では大部分の列車が運行を停止、TGVも9割近くが運休した。また、パリメトロでは16路線のうち11路線が運休。航空分野でも管制塔の職員がストライキを行ったためエールフランスの国内便の3割、イージージェットは200便以上が欠航した[4]。